# Римские купальни (Сан-Суси)
Римские купальни (Римские термы, нем. Römische Bäder) — архитектурный ансамбль в парке Сан-Суси в Потсдаме, созданный в 1829—1840 годах по проекту выдающегося немецкого архитектора Карла Фридриха Шинкеля в «итальянском стиле». Римские купальни находятся к северо-востоку от дворца Шарлоттенхоф (Потсдам) и отражают итальянские пристрастия кронпринца Пруссии, будущего короля Фридриха Вильгельма IV. Уникальные интерьеры достаточно точно воспроизводят обстановку жилого дома древних Помпей со скульптурами, росписями и «помпейской» мебелью, созданной по рисункам К. Ф. Шинкеля. Постройка представляет собой уникальный памятник, сравнимый только с Помпейским домом в Ашаффенбурге.

## История
Архитектор Шинкель успешно работал в области исторической стилизации «помпейских вилл», проектирования мебели и архитектуры малых форм в «римском стиле». По заказу Фридриха Вильгельма, тогда ещё кронпринца, в парке Сан-Суси в 1826—1829 годах был возведён дворец Шарлоттенхоф в «античном стиле». На проект Римских купален, возводимых неподалёку, оказали влияние идеи и эскизы художественно одарённого наследника трона. Строительством по проекту Шинкеля руководил его ученик Людвиг Персиус.

## Архитектура и стиль
В композиции здания архитектор Шинкель исходил из традиций планировки загородных древнеримских вилл (лат. villa suburbana), или «сельского стиля» (итал. stile rustico: асимметричный план с различными фасадами, перголы с вьющимися растениями. Описание древнеримского загородного дома в «стиле рустико», дано, в частности, в «Нравственных письмах» Сенеки Младшего к Луцилию (I в. н. э.). Этот текст часто использовали архитекторы и заказчики периода историзма и неостилей в западноевропейском искусстве XIX века.
Снаружи комплекс зданий, включающий дом садовника (1829—1830), дом помощников садовника (1832) и чайный павильон (1830) построены в «италийском деревенском стиле» (нем. italienischen Landhausstil). «Римская баня» (нем. Das Römische Bad, 1834—1840), по которой назван весь ансамбль, — в форме античного храма. Всё соединено перголами, аркадами и частью сада. Отдельные здания отражают воспоминания о второй поездке Шинкеля в Италию в 1828 году и сделанные им зарисовки. Таким образом, «римские купальни», в которых никогда не купались, создают обобщённый романтический образ античной Италии.
Примечательны калейдоскоп стилей и прототипов построек, обозначавшихся в XIX веке разными терминами: «помпейский стиль», «неогрек», или «а ла грек» (фр. à la grecque — «под греков»). Римские купальни, как и дворец Шаплоттенбург, а также другие подобные постройки Шинкеля, именовали то «итальянскими», то «греческими». Основная причина — своеобразие памятников, служивших для вдохновения, найденных главным образом на территории Геркуланума и Помпей, впитавших традиции разных культур: этрусской, греческой и римской. Однако, если Шарлоттенхоф считают построенным в стиле «романтического классицизма», то Римские купальни с множественностью «стилевых отсылок» относят к новой «эпохе воссозданий». В архитектуре этого ансамбля «живописная асимметричная композиция достигается сочетанием черт обычной жилой итальянской виллы со всем набором залов античных римских бань, включающих атриум, открытый имплювиум и кальдариум… Метод прямого цитирования декоративных форм сочетался с новыми планировочными приёмами, позволяющими объединить в одной композиции несколько разновеликих объёмов. Одной из отличительных черт подобных композиций была естественная связь с окружающим пейзажем посредством пергол и открытых галерей и террас, а также визуальная связь с другими парковыми павильонами, вид на которые открывался из окон и с открытых балконов и портиков».
В функциональном отношении возникала скрытая модернизация. Так Атриум — внутренний двор древнеримского дома, превратился в гостиную, или приёмный зал. Имплювий, бассейн для сбора дождевой воды в атриуме, стал отдельным помещением за аподитерием. Виридарий (зелёное место), зимняя оранжерея, — небольшим двором с садом. Также и другие помещения сохранили лишь античные названия: аподитерий (раздевальня) и кальдарий (тёплая ванна).
Ансамбль Римских купален прилегает к искусственному озеру, возникшему ранее, ещё при оформлении парка Шарлоттенхоф Петером Йозефом Ленне. «Машинный пруд» ведёт своё название от паровых машин с насосной станцией, использовавшихся для подачи воды в окрестностях Шарлоттенхофа и снесённых в 1923 году.
Под влиянием Римских купален в Потсдаме и других построек Шинкеля в «помпейском стиле» построен Дворец Лейхтенбергских в Сергиевке близ Санкт-Петербурга (проект А. И. Штакеншнейдера).